# محمد رياض
محمد رياض (25 أبريل 1970 -)، ممثل مصري.

## عن حياته
حاصل على شهادة البكالوريوس المعهد العالي للفنون المسرحية، وكان قد درس بكلية العلوم (قسم كيمياء) قبل التحاقه بمعهد المسرح. عمل في المسرح والتلفزيون والسينما، كان نجاحه الكبير في التلفزيون. هو متزوج من الممثلة رانيا محمود ياسين ابنة الممثل محمود ياسين والممثلة شهيرة.

## أعماله

### في التلفزيون
- شجر الأحلام.
- أميرة في عابدين.
- أحلام سارة: 2005
- رد قلبي.
- نصف ربيع الآخر.
- الضوء الشارد.
- لن أعيش في جلباب أبي.
- عمارة الأسرار
- ضد التيار.
- العائلة.
- بحار الغربة.
- عصر الأئمة.
- ابن حزم.
- الجبل.
- المنصورية.
- الذئب.
- مشوار امرأة.
- عمر بن عبد العزيز.
- الأمير المجهول.
- ليالي الحلمية - الجزء الرابع.
- فارس الرومانسية.
- أبناء ولكن.
- يـا صديقي.
- امراة في زمن الحب.
- التوبة.
- دنيا.
- ارابيسك.
- الإمام الغزالي.
- حضرة الضابط أخي.
- دمي ودموعي وابتساماتي.
- لعبة إبليس.
- حب لا يموت
- كفر دلهاب
- ناس ولاد ناس
- رحيم
- بت القبايل
- الاب الروحي
- نادي القلوب الجريحة (مسلسل)
- النمر:2021
- الحلم:2022
- مسلسل الاختيار 3، 2022 شهر رمضان
- الإمام الترمذي
- مسلسل تل الراهب 2024
- مسلسل قلع الحجر 2024

### الأعمال المسرحية
- الأخوة الأندال.
- البهلوانات.
- السلطان الحائر.
- حباك عوضين تامر.

### الأعمال السينمائية
- العشق والدم.
- 48 ساعة في إسرائيل.
- الإمبراطورة.
- يوم الكرامة.
- حفل زفاف

## وصلات خارجية
- محمد رياض على موقع IMDb (الإنجليزية)
- محمد رياض على موقع قاعدة بيانات الأفلام العربية
- محمد رياض على موقع قاعدة بيانات الفيلم (الإنجليزية)